# Seven de la República 1998
El Seven de la República de 1998 fue la décimo-sexta edición del torneo de rugby 7 de fin de temporada para uniones regionales afiliadas a la Unión Argentina de Rugby y la décima en ser organizada en la ciudad de Paraná, Entre Ríos. Se llevó a cabo el 29 y 30 de noviembre de 1998 en El Plumazo, sede del Club Atlético Estudiantes de Paraná.
Participó por primera vez del torneo durante esta edición la Selección masculina de rugby 7 de Brasil. El equipo brasileño fue el cuarto seleccionado sudamericano en ser invitado a formar parte del torneo después de Paraguay, Chile y Uruguay.
La selección de la Unión de Rugby de Rosario consiguió su tercer título al derrotar 21-7 en la final de la Copa de Oro a la selección de la Unión de Rugby de Buenos Aires. Los seleccionados invitados de Chile y Uruguay se quedaron con la Copa de Plata y la Copa de Bronce, respectivamente, mientras que el capitán del equipo rosarino, Pedro Baraldi, fue elegido como el mejor jugador del torneo.

## Equipos participantes
Participaron del torneo veinticuatro equipos provenientes de veinte uniones provinciales y tres selecciones nacionales de Sudamérica. 
| Equipo              | Unión                                                     |
| ------------------- | --------------------------------------------------------- |
| Alto Valle          | Unión de Rugby del Alto Valle de Río Negro y Neuquén      |
| Brasil              | Associação Brasileira de Rugby                            |
| Buenos Aires        | Unión de Rugby de Buenos Aires                            |
| Centro              | Unión de Rugby del Centro de la Provincia de Buenos Aires |
| Chile               | Federación de Rugby de Chile                              |
| Córdoba             | Unión Cordobesa de Rugby                                  |
| Cuyo                | Unión de Rugby de Cuyo                                    |
| Entre Ríos          | Unión Entrerriana de Rugby                                |
| Entre Ríos B        | Unión Entrerriana de Rugby                                |
| Formosa             | Unión de Rugby de Formosa                                 |
| Jujuy               | Unión Jujeña de Rugby                                     |
| La Rioja            | Unión Riojana de Rugby                                    |
| Mar del Plata       | Unión de Rugby de Mar del Plata                           |
| Misiones            | Unión de Rugby de Misiones                                |
| Noreste             | Unión de Rugby del Noreste                                |
| Oeste               | Unión de Rugby del Oeste de Buenos Aires                  |
| Rosario             | Unión de Rugby de Rosario                                 |
| Salta               | Unión de Rugby de Salta                                   |
| San Juan            | Unión Sanjuanina de Rugby                                 |
| Santa Fe            | Unión Santafesina de Rugby                                |
| Santiago del Estero | Unión Santiagueña de Rugby                                |
| Sur                 | Unión de Rugby del Sur                                    |
| Tucumán             | Unión de Rugby de Tucumán                                 |
| Uruguay             | Unión de Rugby del Uruguay                                |

En cursiva los seleccionados internacionales invitados.
La Unión Entrerriana de Rugby presentó un segundo seleccionado, Entre Ríos B, por segundo año consecutivo ante la deserción a último momento de Paraguay.

## Formato
Los veinticuatro equipos fueron divididos en ocho grupos de tres equipos cada uno. Cada grupo se resolvió con el sistema de todos contra todos a una sola ronda; la victoria otorga 2 puntos, el empate 1 y la derrota 0 puntos.
Los primeros de cada grupo clasifican a la Copa de Oro, los segundos a la Copa de Plata y los terceros a la Copa de Bronce, las cuales se resolvieron a eliminación directa.

## Fase de grupos
| Pos. | Equipos      | Partidos | Partidos | Partidos | Tantos | Tantos | Tantos | Pts. |
| Pos. | Equipos      | G        | E        | P        | PF     | PC     | DP     | Pts. |
| ---- | ------------ | -------- | -------- | -------- | ------ | ------ | ------ | ---- |
| 1.°  | Rosario      | 2        | 0        | 0        | 67     | 12     | +55    | 4    |
| 2.°  | Entre Ríos B |          |          |          |        |        |        |      |
| 3.°  | Formosa      |          |          |          |        |        |        |      |

|  | Rosario | 36 - 5 | Formosa |  |  |

|  | Rosario | 31 - 7 | Entre Ríos |  |  |

|  | Formosa | - | Entre Ríos |  |  |

| Pos. | Equipos      | Partidos | Partidos | Partidos | Tantos | Tantos | Tantos | Pts. |
| Pos. | Equipos      | G        | E        | P        | PF     | PC     | DP     | Pts. |
| ---- | ------------ | -------- | -------- | -------- | ------ | ------ | ------ | ---- |
| 1.°  | Buenos Aires | 2        | 0        | 0        | 82     | 0      | +82    | 4    |
| 2.°  | Chile        |          |          |          |        |        |        |      |
| 3.°  | Misiones     |          |          |          |        |        |        |      |

|  | Buenos Aires | 53 - 0 | Misiones |  |  |

|  | Buenos Aires | 29 - 0 | Chile |  |  |

|  | Chile | - | Misiones |  |  |

| Pos. | Equipos    | Partidos | Partidos | Partidos | Tantos | Tantos | Tantos | Pts. |
| Pos. | Equipos    | G        | E        | P        | PF     | PC     | DP     | Pts. |
| ---- | ---------- | -------- | -------- | -------- | ------ | ------ | ------ | ---- |
| 1.°  | Alto Valle |          |          |          |        |        |        |      |
| 2.°  | San Juan   |          |          |          |        |        |        |      |
| 3.°  | Uruguay    |          |          |          |        |        |        |      |

|  | Alto Valle | - | Uruguay |  |  |

|  | Alto Valle | - | San Juan |  |  |

|  | Uruguay | - | San Juan |  |  |

| Pos. | Equipos | Partidos | Partidos | Partidos | Tantos | Tantos | Tantos | Pts. |
| Pos. | Equipos | G        | E        | P        | PF     | PC     | DP     | Pts. |
| ---- | ------- | -------- | -------- | -------- | ------ | ------ | ------ | ---- |
| 1.°  | Córdoba |          |          |          |        |        |        |      |
| 2.°  | Salta   |          |          |          |        |        |        |      |
| 3.°  | Centro  |          |          |          |        |        |        |      |

|  | Córdoba | - | Salta |  |  |

|  | Córdoba | - | Centro |  |  |

|  | Salta | - | Centro |  |  |

| Pos. | Equipos | Partidos | Partidos | Partidos | Tantos | Tantos | Tantos | Pts. |
| Pos. | Equipos | G        | E        | P        | PF     | PC     | DP     | Pts. |
| ---- | ------- | -------- | -------- | -------- | ------ | ------ | ------ | ---- |
| 1.°  | Cuyo    | 2        | 0        | 0        | 82     | 5      | +77    | 4    |
| 2.°  | Sur     |          |          |          |        |        |        |      |
| 3.°  | Jujuy   |          |          |          |        |        |        |      |

|  | Cuyo | 40 - 5 | Sur |  |  |

|  | Cuyo | 42 - 0 | Jujuy |  |  |

|  | Sur | - | Jujuy |  |  |

| Pos. | Equipos       | Partidos | Partidos | Partidos | Tantos | Tantos | Tantos | Pts. |
| Pos. | Equipos       | G        | E        | P        | PF     | PC     | DP     | Pts. |
| ---- | ------------- | -------- | -------- | -------- | ------ | ------ | ------ | ---- |
| 1.°  | Mar del Plata | 2        | 0        | 0        | 61     | 19     | +42    | 4    |
| 2.°  | Santa Fe      |          |          |          |        |        |        |      |
| 3.°  | Oeste         |          |          |          |        |        |        |      |

|  | Mar del Plata | 21 - 19 | Santa Fe |  |  |

|  | Mar del Plata | 40 - 0 | Oeste |  |  |

|  | Santa Fe | - - | Oeste |  |  |

| Pos. | Equipos       | Partidos | Partidos | Partidos | Tantos | Tantos | Tantos | Pts. |
| Pos. | Equipos       | G        | E        | P        | PF     | PC     | DP     | Pts. |
| ---- | ------------- | -------- | -------- | -------- | ------ | ------ | ------ | ---- |
| 1.°  | Tucumán       |          |          |          |        |        |        |      |
| 2.°  | Brasil        | 1        | 0        | 1        | 31     | 55     | -24    | 2    |
| 3.°  | S. del Estero |          |          |          |        |        |        |      |

|  | S. del Estero | - | Tucumán |  |  |

|  | Tucumán | 41 - 7  | Brasil |  |  |
|  |         | Reporte |        |  |  |

|  | S. del Estero | 14 - 24 | Brasil |  |  |
|  |               | Reporte |        |  |  |

| Pos. | Equipos    | Partidos | Partidos | Partidos | Tantos | Tantos | Tantos | Pts. |
| Pos. | Equipos    | G        | E        | P        | PF     | PC     | DP     | Pts. |
| ---- | ---------- | -------- | -------- | -------- | ------ | ------ | ------ | ---- |
| 1.°  | Noreste    |          |          |          |        |        |        |      |
| 2.°  | Entre Ríos |          |          |          |        |        |        |      |
| 3.°  | La Rioja   |          |          |          |        |        |        |      |

|  | Noreste | - | Entre Ríos |  |  |

|  | Noreste | - | La Rioja |  |  |

|  | Entre Ríos | - | La Rioja |  |  |

|  | Clasifica a Copa de Oro    |
|  | Clasifica a Copa de Plata  |
|  | Clasifica a Copa de Bronce |

## Fase final

### Copa de Oro
|  | Cuartos de final | Cuartos de final     | Cuartos de final |               |              | Semifinales  | Semifinales | Semifinales |  |         | Final   | Final | Final |  |
|  |                  |                      |                  |               |              |              |             |             |  |         |         |       |       |  |
|  |                  |                      |                  |               |              |              |             |             |  |         |         |       |       |  |
|  | A                | Rosario              | 19               |               |              |              |             |             |  |         |         |       |       |  |
|  | A                | Rosario              | 19               |               |              |              |             |             |  |         |         |       |       |  |
|  | H                | Noreste              | 12               |               |              |              |             |             |  |         |         |       |       |  |
|  | H                | Noreste              | 12               |               | Rosario      | Rosario      | 19          |             |  |         |         |       |       |  |
|  |                  |                      |                  |               | Rosario      | Rosario      | 19          |             |  |         |         |       |       |  |
|  |                  |                      | Cuyo             | Cuyo          | 7            |              |             |             |  |         |         |       |       |  |
|  | D                | Córdoba              | Cuyo             | Cuyo          | 7            | 14           |             |             |  |         |         |       |       |  |
|  | D                | Córdoba              |                  |               |              |              |             |             |  |         |         |       |       |  |
|  | E                | Cuyo                 | 24               |               |              |              |             |             |  |         |         |       |       |  |
|  | E                | Cuyo                 | 24               |               |              |              |             |             |  | Rosario | Rosario | 21    |       |  |
|  |                  |                      |                  |               |              |              |             |             |  | Rosario | Rosario | 21    |       |  |
|  |                  |                      | Buenos Aires     | Buenos Aires  | 7            |              |             |             |  |         |         |       |       |  |
|  | B                | Buenos Aires         | Buenos Aires     | Buenos Aires  | 7            | 38           |             |             |  |         |         |       |       |  |
|  | B                | Buenos Aires         |                  |               |              |              |             |             |  |         |         |       |       |  |
|  | G                | Tucumán              | 7                |               |              |              |             |             |  |         |         |       |       |  |
|  | G                | Tucumán              | 7                |               | Buenos Aires | Buenos Aires | 21          |             |  |         |         |       |       |  |
|  |                  |                      |                  |               | Buenos Aires | Buenos Aires | 21          |             |  |         |         |       |       |  |
|  |                  |                      | Mar del Plata    | Mar del Plata | 12           |              |             |             |  |         |         |       |       |  |
|  | C                | Alto Valle           | Mar del Plata    | Mar del Plata | 12           | 12           |             |             |  |         |         |       |       |  |
|  | C                | Alto Valle           |                  |               |              |              |             |             |  |         |         |       |       |  |
|  | F                | Mar del Plata (t.e.) | 17               |               |              |              |             |             |  |         |         |       |       |  |
|  | F                | Mar del Plata (t.e.) | 17               |               |              |              |             |             |  |         |         |       |       |  |
|  |                  |                      |                  |               |              |              |             |             |  |         |         |       |       |  |

### Copa de Plata
|  | Cuartos de final | Cuartos de final | Cuartos de final |       |    | Semifinales | Semifinales | Semifinales |            |            | Final | Final | Final |  |
|  |                  |                  |                  |       |    |             |             |             |            |            |       |       |       |  |
|  |                  |                  |                  |       |    |             |             |             |            |            |       |       |       |  |
|  | A                | Entre Ríos B     |                  |       |    |             |             |             |            |            |       |       |       |  |
|  | A                | Entre Ríos B     |                  |       |    |             |             |             |            |            |       |       |       |  |
|  | H                | Entre Ríos       |                  |       |    |             |             |             |            |            |       |       |       |  |
|  | H                | Entre Ríos       | Entre Ríos       |       |    |             |             |             |            |            |       |       |       |  |
|  |                  |                  |                  |       |    |             |             |             |            |            |       |       |       |  |
|  |                  |                  |                  |       |    |             |             |             |            |            |       |       |       |  |
|  | D                | Salta            |                  |       |    |             |             |             |            |            |       |       |       |  |
|  | D                | Salta            |                  |       |    |             |             |             |            |            |       |       |       |  |
|  | E                | Sur              |                  |       |    |             |             |             |            |            |       |       |       |  |
|  | E                | Sur              |                  |       |    |             |             |             | Entre Ríos | Entre Ríos | 19    |       |       |  |
|  |                  |                  |                  |       |    |             |             |             | Entre Ríos | Entre Ríos | 19    |       |       |  |
|  |                  |                  | Chile            | Chile | 21 |             |             |             |            |            |       |       |       |  |
|  | B                | Chile            | Chile            | Chile | 21 | 21          |             |             |            |            |       |       |       |  |
|  | B                | Chile            |                  |       |    |             |             |             |            |            |       |       |       |  |
|  | G                | Brasil           | 7                |       |    |             |             |             |            |            |       |       |       |  |
|  | G                | Brasil           | 7                | Chile |    |             |             |             |            |            |       |       |       |  |
|  |                  |                  |                  |       |    |             |             |             |            |            |       |       |       |  |
|  |                  |                  |                  |       |    |             |             |             |            |            |       |       |       |  |
|  | C                | San Juan         |                  |       |    |             |             |             |            |            |       |       |       |  |
|  | C                | San Juan         |                  |       |    |             |             |             |            |            |       |       |       |  |
|  | F                | Santa Fe         |                  |       |    |             |             |             |            |            |       |       |       |  |
|  | F                | Santa Fe         |                  |       |    |             |             |             |            |            |       |       |       |  |
|  |                  |                  |                  |       |    |             |             |             |            |            |       |       |       |  |

### Copa de Bronce
|  | Cuartos de final | Cuartos de final | Cuartos de final |         |    | Semifinales | Semifinales | Semifinales |          |          | Final | Final | Final |  |
|  |                  |                  |                  |         |    |             |             |             |          |          |       |       |       |  |
|  |                  |                  |                  |         |    |             |             |             |          |          |       |       |       |  |
|  | A                | Formosa          |                  |         |    |             |             |             |          |          |       |       |       |  |
|  | A                | Formosa          |                  |         |    |             |             |             |          |          |       |       |       |  |
|  | H                | La Rioja         |                  |         |    |             |             |             |          |          |       |       |       |  |
|  | H                | La Rioja         | La Rioja         |         |    |             |             |             |          |          |       |       |       |  |
|  |                  |                  |                  |         |    |             |             |             |          |          |       |       |       |  |
|  |                  |                  |                  |         |    |             |             |             |          |          |       |       |       |  |
|  | D                | Centro           |                  |         |    |             |             |             |          |          |       |       |       |  |
|  | D                | Centro           |                  |         |    |             |             |             |          |          |       |       |       |  |
|  | E                | Jujuy            |                  |         |    |             |             |             |          |          |       |       |       |  |
|  | E                | Jujuy            |                  |         |    |             |             |             | La Rioja | La Rioja | 14    |       |       |  |
|  |                  |                  |                  |         |    |             |             |             | La Rioja | La Rioja | 14    |       |       |  |
|  |                  |                  | Uruguay          | Uruguay | 19 |             |             |             |          |          |       |       |       |  |
|  | B                | Misiones         | Uruguay          | Uruguay | 19 |             |             |             |          |          |       |       |       |  |
|  | B                | Misiones         |                  |         |    |             |             |             |          |          |       |       |       |  |
|  | G                | Sgo. del Estero  |                  |         |    |             |             |             |          |          |       |       |       |  |
|  | G                | Sgo. del Estero  |                  |         |    |             |             |             |          |          |       |       |       |  |
|  |                  |                  |                  |         |    |             |             |             |          |          |       |       |       |  |
|  |                  |                  | Uruguay          |         |    |             |             |             |          |          |       |       |       |  |
|  | C                | Uruguay          |                  |         |    |             |             |             |          |          |       |       |       |  |
|  | C                | Uruguay          |                  |         |    |             |             |             |          |          |       |       |       |  |
|  | F                | Oeste            |                  |         |    |             |             |             |          |          |       |       |       |  |
|  | F                | Oeste            |                  |         |    |             |             |             |          |          |       |       |       |  |
|  |                  |                  |                  |         |    |             |             |             |          |          |       |       |       |  |

| Bandera de la Ciudad de Rosario |
| Rosario Campeón                 |
| Tercer título                   |